# Два надгробна споменика на Чератском гробљу
Двa споменика на Чератском гробљу представљају заштићен споменик културе и под заштитом су Покрајинског завода за заштиту споменика културе и радови на комплексу, односно рестаурацији споменика борцима у I и II светском рату у Сремским Карловцима и проширењу самог гробља морају бити у складу са тим.

## О гробљу и споменицима
2015. године током јула и августа изведена је прва фаза радова на обнови комплекса споменика борцима у I и II светском рату у Сремским Карловцима. Комплекс се састоји од два надгробна споменика - један, осамнаесторици бораца Првог светског рата, а други је заједнички надгробни споменик четрдесетседморици бораца страдалих током народноослободилачке борбе налази се на православном гробљу на североисточном делу Магарчевог брега у Сремским Карловцима.
У новембру 1918. године војници из различитих места у Србији, међу двадесет и једним српским војником био је и један руски војник, преминули су од исте болести, односно шпанске грознице у Сремским Карловцима у Војној болници. Њих осамнаесторица сахрањена су у гробници на гробљу Магарчев брег, а Коло српских сестара је 1919. или 1920. године подигло је један заједнички споменик и засебно споменике на местима где су сахрањени.
У оквиру овог комплекса откривен је на Дан борца 1956. године споменик палим борцима народноослободилачке борбе у II светском рату, а свој данашњи изглед овај комплекс је добио 1969. године према пројектном решењу архитекте Софије Недвидек. Прилазна степеништа су бетонска, а стазе од цепаног камена, израђен је такође и опсек од бетона око заједничких гробница. Оформљена је затрављена шкарпа.
Решењем број 120/68 од 10. априла 1968. комплекс споменика утврђен је за непокретно културно добро, односно споменик културе.